# Grzęzawisko

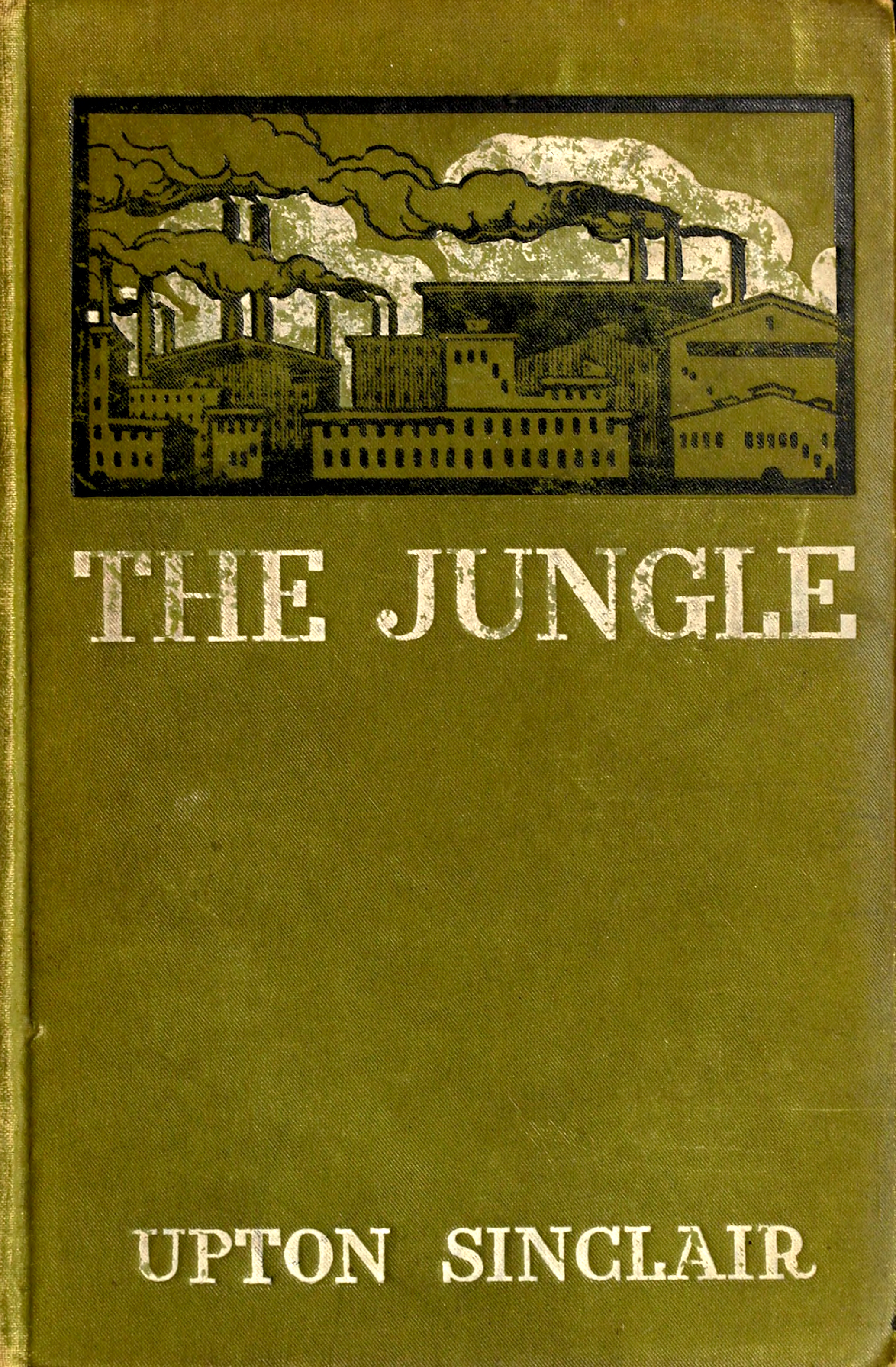
Okładka amerykańskiego wydania "Grzęzawiska" Uptona Sinclaira

Grzęzawisko (ang. The Jungle) – powieść amerykańskiego pisarza Uptona Sinclaira, opublikowana w 1906. Autor wydał ją własnym sumptem, ponieważ oficjalni wydawcy obawiali się drukować tak kontrowersyjny utwór. 

## Charakterystyka
Utwór zalicza się do nurtu naturalizmu, a w szczególności do demaskatorskiego wobec wczesnego kapitalizmu prądu zwanego muckracking. Dzieło w dokumentalny sposób przedstawia nędzę panującą wśród robotników wielkich zakładów mięsnych w Chicago. Bohaterem jest litewski emigrant Jurgis Rudkus, który przybywa do Stanów Zjednoczonych w nadziei na poprawę swojego bytu. Rzeczywistość okazuje się jednak bardzo odległa od wymarzonego ideału.
Powieść Sinclaira, zdaniem autorów Historii literatury Stanów Zjednoczonych w zarysie, jest jedynym wartościowym artystycznie dziełem pisarzy muckrackerów.

## Oddziaływanie
Powieść była dziełem wpływowym. Jej oddziaływanie nie ograniczało się do sfery artystycznej, ale promieniowało na stosunki społeczne, a nawet na ustawodawstwo. Rezultatem publikacji książki było wprowadzenie ostrzejszych form sanitarnych w zakładach przetwórstwa mięsa.

## Przekłady
Pierwszy polski przekład powieści The Jungle, pod tytułem Bagno ukazał się w Chicago w 1908. Tłumaczem był S.M.S. Drugi przekład, pod tytułem "Grzęzawisko" pióra Andrzeja Niemojewskiego wydany został w 1907 (Warszawa, Nakładem Wincentego Raabego, Skład Główny w Księgarni Powszechnej). Z uwagi na antykapitalistyczny wydźwięk powieść Sinclaira mogła być opublikowana w Polsce w czasach stalinowskich, gdy literatura amerykańska była na indeksie ksiąg zakazanych.